# Chiesa di San Benedetto (Angri)
La chiesa di San Benedetto è un edificio religioso cattolico che sorge nel comune di Angri, in provincia di Salerno. Rientra nella diocesi di Nocera Inferiore-Sarno.  Eretta nel VII secolo, è la più antica chiesa della città.

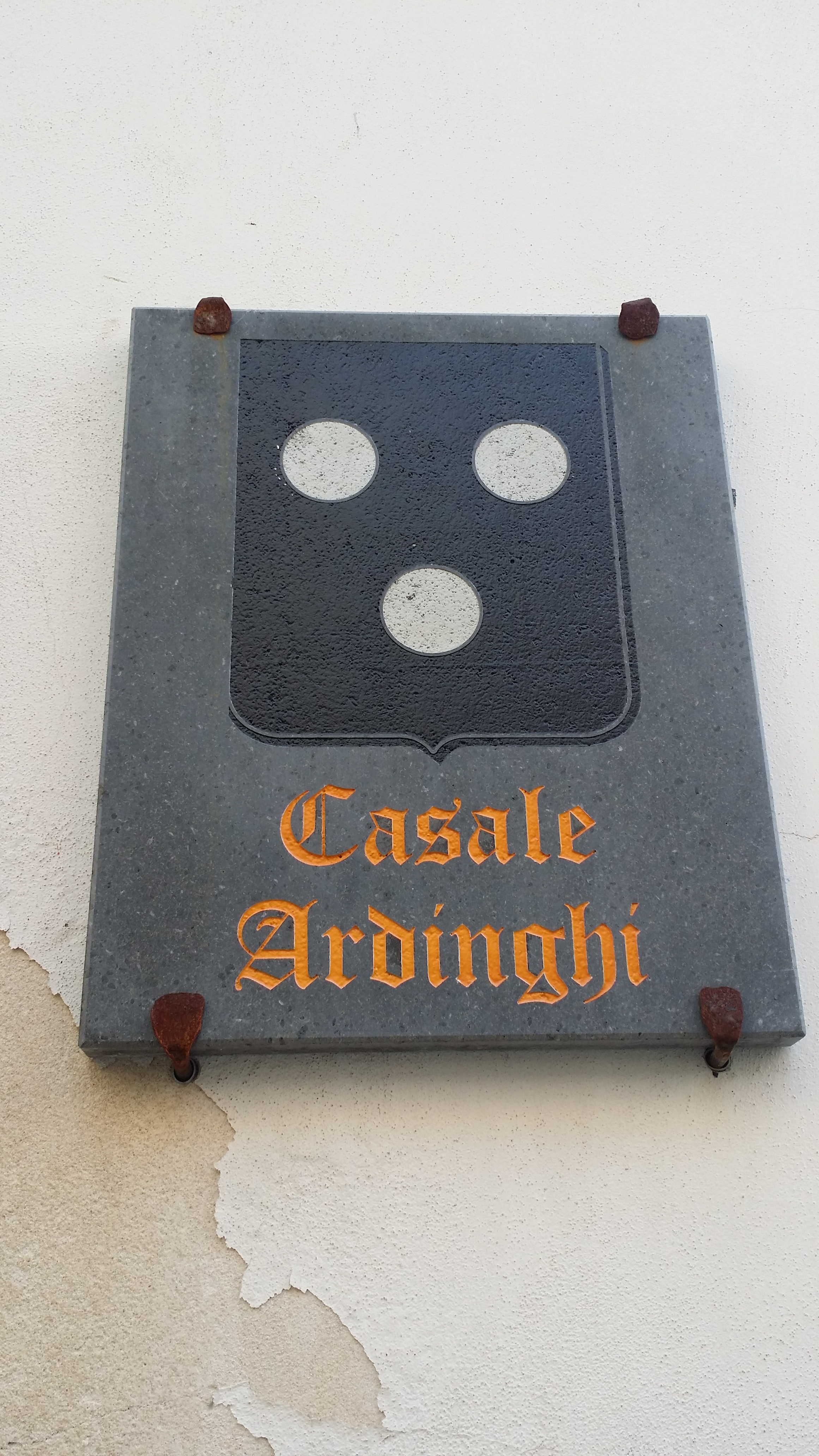
Insegna in pietra raffigurante lo stemma rappresentativo dell'antica arma gentilizia della famiglia degli Ardinghi, situato nel casale omonimo e affisso ad una parete di una casa nella via omografa. Esso è rappresentato da uno scudo nero con tre cerchi bianchi, due in alto e uno in basso.

## Storia
Le prime notizie della fondazione della chiesa di San Benedetto e del circondario
Costruita sui resti di un antico tempio romano, secondo le fonti ufficiali, la chiesa risale al VII secolo. Inoltre, prima dell'anno 800, fu presente nella zona limitrofa la borgata dei Casamabile o Casamaurese, fondata in maniera quasi coeva alla chiesa. Dagli archivi storici diocesani si sa solo che questa borgata si estendeva lungo la foce del Sarno ma, non si è riuscito a rintracciare esattamente né il nome esatto e né il luogo preciso dove si trovava. Nello stesso periodo della fondazione della chiesa arrivò anche un certo Ardingon e, secondo alcune fonti era normanno, il quale risiedette prima a Salerno (allora capitale del regno normanno in Italia del sud) e successivamente ad Angri, nei pressi della chiesa. Stando ad una parte di un documento, il n° XXXV-40 e della n° XXV, quest'ultimo della quinta edizione, del Codice Diplomatico Cavese, del marzo del 1042, dove viene indicato che la fondazione della chiesa venne effettuata durante l'anno 850, dopo che un terreno confinante con l'edificio venne fatto affittare dal suo proprietario di Roberto Mostazza figlio di Guglielmo Normanno ad un certo Pietro Ardingo. Si legge inoltre nel documento che questo appezzamento di terreno era chiamato Pratello (situato nel casale dei Giudici) e si trovava all'epoca in una zona boschiva (all'epoca non c'erano molte case nei paraggi), confinante con la parte occidentale della chiesa di San Benedetto. Dopo tale insediamento da parte di Ardingon, al rione gli venne cambiato il nome con il suo, infatti tale borgo venne e si chiama tuttora borgo Ardinghi. 
Altre fonti riguardanti la fondazione della chiesa
Secondo alcune fonti, la chiesa fu fondata dal prete Giovanni de Miro nell'anno 1081, e stette sotto il dominio spirituale dell'abbazia territoriale della Santissima Trinità di Cava de' Tirreni fino al 1216 (nei registri dell'abbazia di Cava De' Tirreni risulta fino al 1217). Un'altra notizia riguardante sempre il sacerdote Giovanni de Miro, indica che egli fondò nel 1181 (ovvero esattamente 100 anni dopo), sempre nella città di Angri, un'altra chiesa, dedicata però a sant'Angelo (san Michele arcangelo), che oggigiorno è l'attuale collegiata di san Giovanni Battista. Tali fonti non fanno chiarezza sul sacerdote fondatore di entrambe le chiese in un periodo di tempo così lungo, ma è molto probabile che entrambi i chierici fossero stati zio e nipote appartenenti a un medesimo casato della città e aventi anche lo stesso nome.

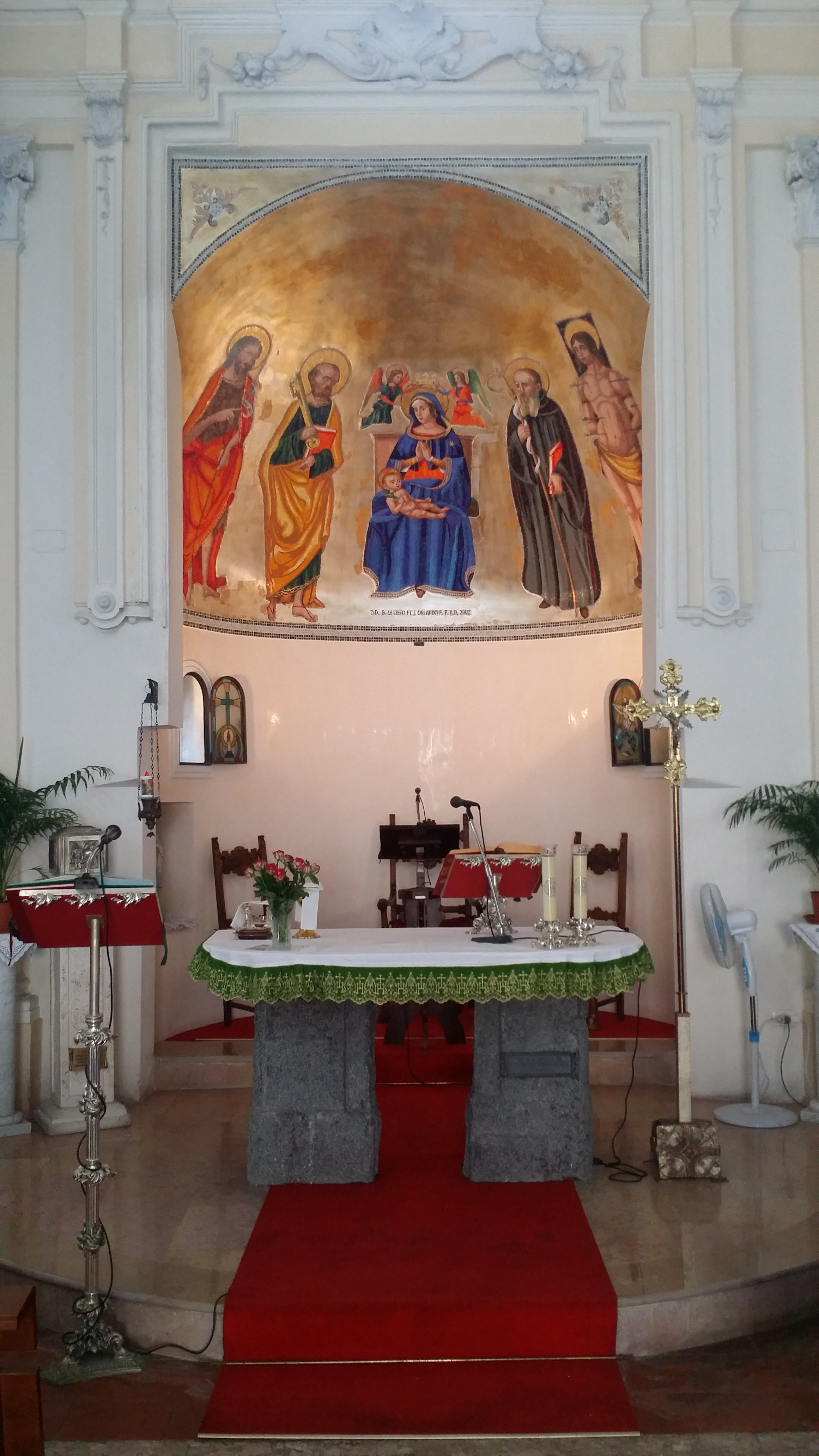
La pala d’altare della Madonna della Provvidenza datata 1999-2002 è una riproduzione originale del polittico conservato sempre nella chiesa di San Benedetto, è riprodotto ugualmente all'originale opera dell'artista Cristofaro Scacco.

Nel 1308 si evince che nelle Rationes decimarum (in italiano Raccolta delle decime) descritte in un registro ecclesiale, un abate, un certo Simon Paganus, avesse un obbligo di un'oncia per alcune chiese dell'agro nocerino-sarnese, tra le quali compare anche la chiesa di San Benedetto di Angri. Nella inquisitio castri Nucerie et eius casalium (in italiano Nocera, l'indagine del castello e dei suoi casali), in un suo documento del 1309, concernente un'indagine sulle proprietà dell'allora Nocera dei Pagani (l'attuale Nocera Inferiore) e delle città limitrofe, viene riportato che sempre l'abate Simon Paganus, per le chiese che egli sovrintendeva, doveva pagare 10 once, tra cui di nuovo anche la chiesa di San Benedetto di Angri.
Risultano delle notizie sbagliate pervenute fino ai giorni nostri, per quanto riguarda la data di fondazione della chiesa, la quale risalirebbe al 1401. In verità, in quell'anno essa non venne fondata, ma fu portata a rango di rettoria curata (poiché pur trovandosi in un territorio parrocchiale, non svolgeva funzioni di parrocchia e dipendeva dalla chiesa parrocchiale del luogo, ovvero la Santissima Annunziata di Angri, per quanto riguardava le questioni canoniche e le direttive pastorali).

Ancora un'altra fonte, vede il nascere della chiesa nel XV secolo per opera di un certo G.G. De Rinaldo e che la chiesa all'epoca fruttava 300 ducati l'anno.
Le prime ristrutturazioni

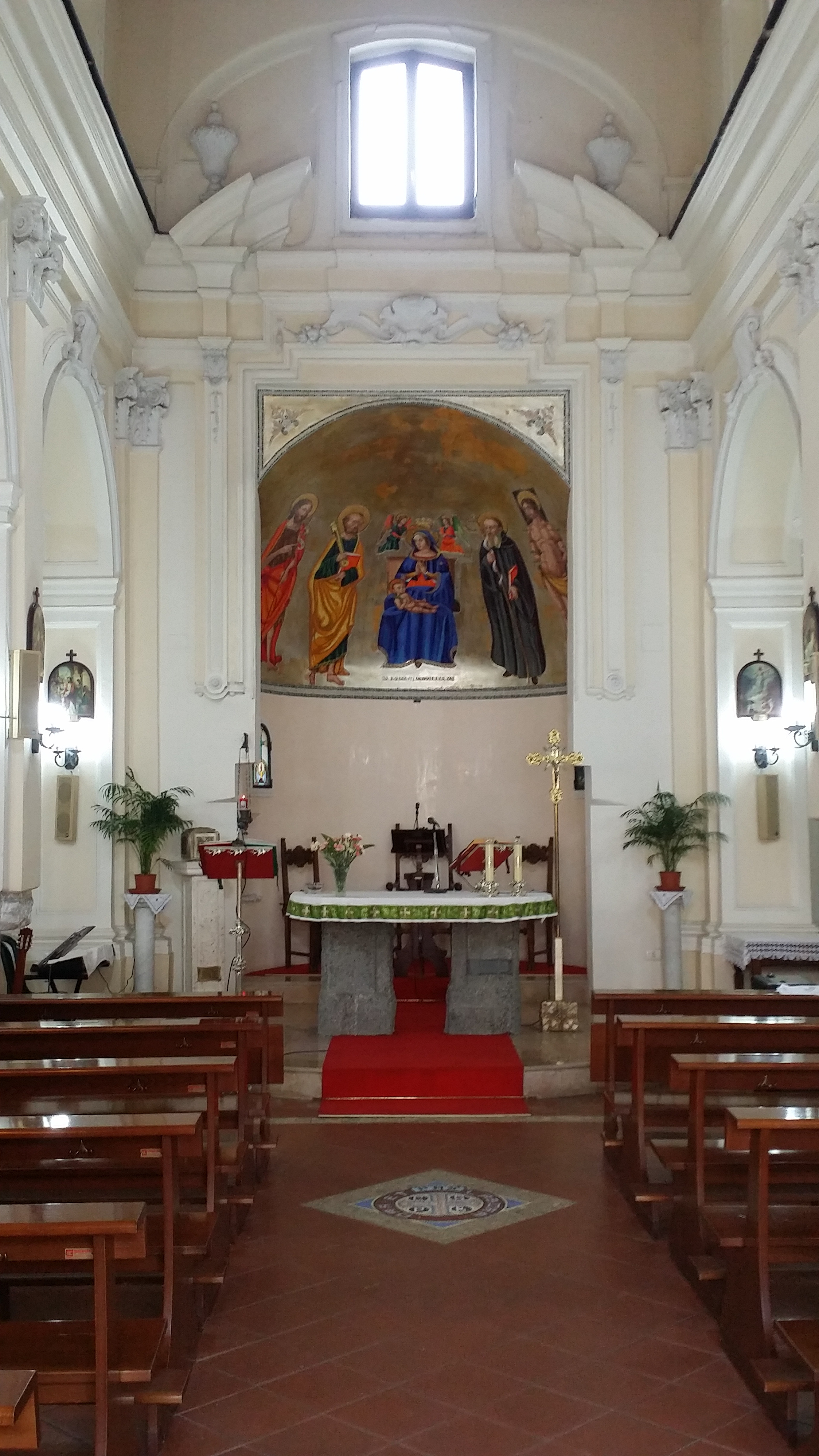
Navata centrale della chiesa di San Benedetto. È visibile dinanzi all'altare maggiore, nel coro, una piastrella in mosaico colorato con varie scritte in latino indicando che è la croce di San Benedetto da Norcia e il motto dei monaci dell'ordine benedettino. Invece nell'abside è osservabile la pala d'altare della Madonna della Provvidenza, riprodotta fedelmente come il polittico originario conservato nella stessa chiesa.

La chiesa venne fatta restaurare e ampliare una prima volta in stile barocco nel 1786 dalla nobile famiglia angrese De Filippis; in questi primi lavori di restauro e ampliamento venne creata la cancellata che esiste tuttora e che divide la parte del cortile interno della chiesa con la strada esterna di via Ardinghi. Durante questi lavori di restauro vennero riscoperti sotto al pavimento delle opere artistiche. Sfortunatamente però, durante i lavori di restaurazione della chiesa, il polittico fu danneggiato nelle figure di san Giovanni Battista e nel piede sinistro di san Sebastiano.
La perdita della sede parrocchiale
Nel 1847 la sede parrocchiale della chiesa venne parzialmente trasferita alla chiesa della Santissima Annunziata di Angri.
L'11 ottobre del 1986 la sede parrocchiale della chiesa venne definitivamente trasferita a quella della chiesa dell'Annunziata.
Le nuove ristrutturazioni e i lavori di ampliamento della chiesa
La chiesa è stata chiusa per circa un anno e mezzo alle celebrazioni liturgiche perché si procedette a dei lavori di ristrutturazione interni e di ampliamento del piazzale circostante dall'anno 1999 fino al 2002. I lavori vennero fatti eseguire su volontà del sacerdote angrese don Bellino di Lieto e dei fedeli della parrocchia della Santissima Annunziata di Angri.
Furti in chiesa
Il polittico della chiesa fu trafugato per due volte dai ladri nei primi anni del XXI secolo; durante l'ultimo furto inoltre venne spaccato in tre parti per permettere ai malviventi di rubarlo. Le forze dell'ordine sono riuscite però sempre a ritrovarlo e a riportarlo nuovamente nella chiesa dopo un opportuno riassestamento e restauro. Inoltre dietro al polittico sono state aggiunte delle basi di legno in supporto dell'opera artistica. Attualmente è di nuovo esposto al pubblico ma necessita di ulteriori restauri.
Festività di San Benedetto da Norcia
La festività di San Benedetto da Norcia è stata molto sentita e praticata nel corso dei secoli dai fedeli del rione. Ogni 11 luglio viene celebrata la festa della traslazione del corpo di san Benedetto da Norcia, che tra l'altro è anche un santo patrono cattolico d'Europa. La festività viene celebrata con la consueta messa mattutina con ringraziamento al santo.

## Descrizione
L'ubicazione della chiesa e la sua composizione esterna
La chiesa sorge in uno dei due più antichi nuclei abitativi di Angri, in via Ardinghi.
Le dimensioni iniziali di fondazione della chiesa erano più piccole di come le si possono osservare oggi.
Nel 1786, durante la prima ristrutturazione e ampliamento dell'edificio, venne spostato l'ingresso da ovest ad est, dopodiché vennero create sulla nuova facciata tre finestre di forma circolare, due poste ai lati e una sopra al portone d'ingresso. Venne inoltre aggiunto un piccolo campanile.
Prima del XX secolo vi era un piccolo cortile della chiesa non chiuso tra le case e le terre dei cittadini confinanti, ma successivamente vennero create delle mura e una cancellata che chiudeva la chiesa dalla strada esterna. Sempre nello stesso secolo venne annessa parzialmente ad un'abitazione privata riconvertita poi in magazzino.
Tra gli anni 1999-2002 la struttura ha subito un nuovo e più profondo intervento di ristrutturazione ed ampliamento sia interno che esterno; in questa occasione è stata inserita una fontana metallica. È da ricordare che negli ultimi lavori è stata apposta una lapide marmorea fuori dalla chiesa e una anche al suo interno, nelle quali si ricordano il monsignor Bellino di Lieto e il vescovo Gioacchino Illiano come promotori dei lavori avvenuti in quegli anni, insieme al provveditorato regionale campano per le opere pubbliche e tutti i cittadini angresi che sostennero parte della cifra dalla ristrutturazioni: queste lapidi sono state realizzate con i marmi ritrovati nella chiesa. Appena sopra la lapide è presente un supporto metallico per la piccola bandiera che viene aggiunta solo durante le festività del borgo e della ricorrenza della nascita di san Benedetto da Norcia.
Opere artistiche conservate all'esterno
Sopra la fontana metallica vi è raffigurata una croce in un cerchio bianco, aggiunte entrambe nell'ultimo intervento. Sempre nel cortile antistante la chiesa e dopo essere stati fatti dei lavori di ampliamento del sagrato, vi è stata collocata una statua in metallo posta dirimpetto e nei pressi dell'ingresso del cortile dov'essa è ubicata la chiesa. La statua è stata affissa durante il grande giubileo del 2000. Essa ha una lapide ferrea posta nella parte frontale del piedistallo, nella quale vi è scritto che il popolo di Angri ringrazia san Benedetto da Norcia per la sua protezione secolare. La statua rappresenta San Benedetto da Norcia con la pastorale impugnata nella mano sinistra e con la destra in atto di benedizione verso il popolo che arriva in chiesa, per terra alla sua destra è presente un corvo su un libro che ha nel suo becco un pezzo di pane, sta a indicare un miracolo nel quale questo animale avvertì il santo del cibo avvelenato con cui il monaco Fiorenzo tentò di assassinarlo. Invece, sempre per terra, alla sua sinistra è presente una mitra poggiata su altri due libri appartenuta al santo. La mitra e i libri stanno a significare che egli fu anche vescovo della sua primitiva comunità fondata da lui stesso a Montecassino dove risiedette gran parte della sua vita. 
Composizione interna della chiesa
Il portone d'ingresso della chiesa è fissato su delle pietre in bugnato di piperno, ricavate dall'ingresso del cortile principale durante la seconda ristrutturazione.
Attualmente la chiesa si trova in posizione sopraelevata rispetto a quella preesistente perché, vi si è costruito sopra dopo i primi lavori di restauro. Inoltre, i resti della chiesa sono attualmente visibili da un vetro protettivo posto ai piedi di un'antica colonna presente al suo interno. L'interno dell'edificio si presenta con una ripartizione di tre navate nelle quali si possono ammirare ancora oggi le antiche colonne che reggevano il vecchio edificio e che ora sono inglobate all'interno delle nuove strutture architettoniche degli archi, aggiunte anch'esse nell'ultimo restauro. Le antiche colonne visibili all'interno della chiesa erano 4, altre 2 sono state aggiunte ultimamente, 3 solo visibili lungo la navata di sinistra vista dall'angolo dell'altare maggiore e 1 invece, è quella che si trova a sinistra dell'ingresso principale. Dopo il restauro degli anni 1999-2002, sotto la seconda colonna antica, alla destra dell'altare maggiore, è stato posto un doppio vetro protettivo con illuminazione azionabile in un interruttore li vicino, per permettere agli spettatori di poter osservare una piccola parte del sottosuolo e della colonna dell'antica chiesa. Nella navata di sinistra invece, sempre durante l'ultima ristrutturazione, vi è stata aggiunta un'inferriata con all'interno un sotto piano per permettere anche qui agli ospiti della chiesa di poter osservare il sottosuolo dell'antico edificio, si possono notare infatti alcuni antichi affreschi purtroppo rovinati dal primo restauro del 1786 e anche di quest'ultimo. L'altare maggiore è fatto interamente di bugnato di piperno e si presenta con 3 pietre. È stato aggiunto nel 2001 in sostituzione del precedente inoltre, anche il tabernacolo è stato sostituito da uno nuovo e sempre dopo i lavori di restaurazione. Dietro quest'altare vi era una piccola sagrestia dove il sacerdote vi si spogliava. Sopra la pala d'altare è presente una finestra rettangolare mentre, in fondo alla navata di sinistra e di destra sono presenti due finestrelle circolari. Sono state ristrutturate tutte e 3 nell'ultimo sopralluogo. In fondo alla navata vista alla sinistra dell'altare maggiore, vi è una piccola stanza della sagrestia dov'è presente una piccola finestra ed un bagno ristrutturati anch'essi durante gli ultimi lavori, appartenenti all'edificio limitrofo in precedenza e successivamente adibite alle nuove funzioni per la chiesa di San Benedetto. Nella zona del coro e dinanzi all'altare maggiore, la seconda lungo il transetto, sono stati aggiunte due mattonelle sempre nell'ultimo restauro, una semplice senza effigie in prossima del portone d'ingresso e un'altra piastrella in mosaico colorato con all'interno una riproduzione della croce di san Benedetto (o medaglia di San Benedetto), in sostituzione degli antichi tombini che davano accesso al putridarium (scolatoio), scoperto durante gli ultimi sopralluoghi. Esso serviva come luogo atto a contenere i cadaveri dei fedeli e dei chierici della parrocchia e al suo interno si sono trovate anche le ossa degli antichi abiti del luogo. La piastrella della croce di san Benedetto ha una scritta al suo interno in latino crux patris Benedicti (la croce del padre Benedetto). Intorno alla croce ci sono delle lettere C, S, P, B stanno a significare anche loro che quella è la croce del santo padre Benedetto e infine, lungo il cerchio che chiude la croce vi è un'altra scritta sempre in latino col motto dei monaci benedettini ora et labora (prega e lavora). Anche le statue della Madonna e di san Giuseppe presenti da secoli in chiesa sono state restaurate durante l'ultimo restauro. 
Quando la pala d'altare venne restaurata nel 2002, si è voluto ricordare tale evento e i suoi promotori, con una scritta incisa al disotto delle raffigurazioni, nella quale compaiono il nome del monsignor. Bellino di Lieto e di Jovane Orlando, oltre all'anno del restauro. Durante gli ultimi lavori, il soffitto interno è stato completamente rifatto e sono state collocate delle travi in legno a vista dove sono presenti 4 finestre rettangolari ristrutturate nell'ultimo restauro. Sono stati aggiunti nella navata alla sinistra dall'altare maggiore andando verso la porta d'ingresso e lungo le pareti, un quadro della Madonna di Pompei e una lapide marmorea con scritte in latino nella quale vi è scritto che il reverendissimo rettore della chiesa, il sacerdote Andrea S. Forino, che l'amministrò durante il difficile anno del 1796 (anno dell'invasione delle truppe Napoleoniche nel regno di Napoli). Lungo la parete opposta, andando dall'altare maggiore vi sono il polittico, un altro quadro della Madonna che è quello delle Lacrime e un'altra lapide marmorea nella quale si ricordano anche qui, tutti coloro che contribuirono nel restauro della chiesa.
Opere artistiche conservate al suo interno

La più antica opera artistica custodita all'interno della chiesa è un politico attribuito al pittore italiano Cristoforo Scacco di Verona e datata l'anno 1503. Esso raffigura la Madonna seduta, con due angeli in miniatura che le pongono una corona reale sul capo, e Gesù Bambino posto sulle sue ginocchia che impugna nella mano destra una palma portandosela dietro alla spalla destra mentre su una sua spalla vi è poggiato un cardellino. Alla loro destra sono raffigurati in piedi l'apostolo san Pietro, avente tra le mani le chiavi del Regno dei Cieli e un libro rosso e san Giovanni Battista, mentre a sinistra vi sono sempre in piedi san Benedetto da Norcia con un pastorale nella mano destra e un libro rosso nella sinistra e san Sebastiano martirizzato ad una colonna con delle frecce. L'immagine della Madonna presente nell'opera viene chiamata Madonna della Provvidenza, dagli abitanti del rione Ardinghi, quando fu ultimata.

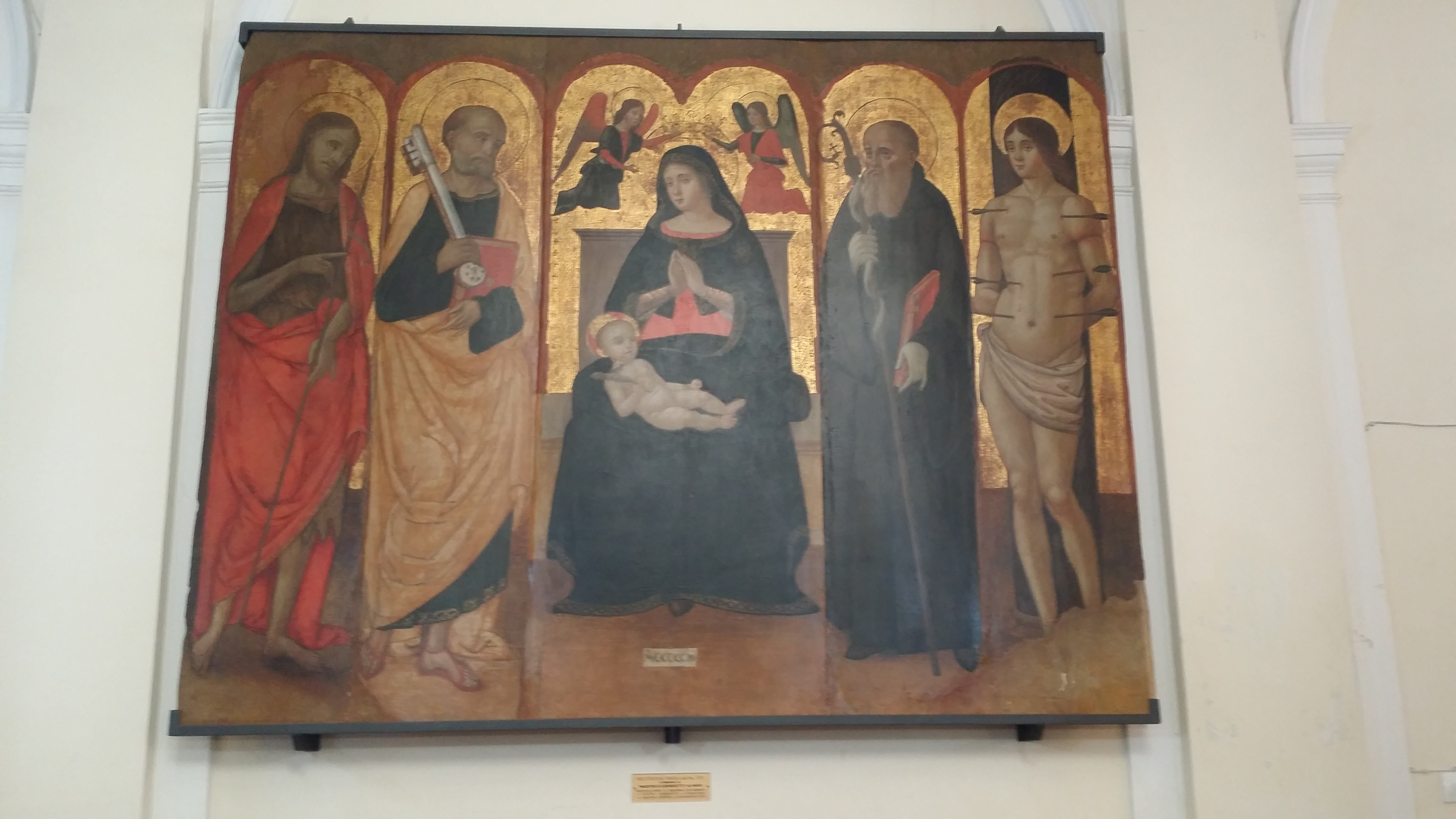
Polittico realizzato su tavola di legno, datato XVI secolo, anno 1503 e attribuita a Cristofaro Scacco di Verona. Esso è affisso ad una parete della chiesa.

La pala d'altare è stata dipinta sul muro situata sopra l'altare maggiore della chiesa tra gli anni 1999-2002 e riporta il nome del sacerdote che fece iniziare i lavori don Bellino Di Lieto e di Jovine Orlando che seguirono questi lavori. Questa pala d'altare presente nell'abside è una riproduzione originale e fedele del polittico.
Nella navata alla destra dell'altare maggiore, è custodita in una nicchia e all'interno di una teca di vetro, una statua in cartapesta di dimensioni umane della Madonna, mentre nella navata alla sinistra dell'altare maggiore, vi è un'altra teca di vetro contenente la statua di san Giuseppe sempre di dimensioni umane, che tiene in braccio Gesù Bambino, entrambe le statue risalgono al XIX secolo, gli autori non sono stati rintracciati.
Nella navata alla sinistra dell'altare maggiore, accanto alla lapide marmorea che ricorda l'anno 1796, è stato posto dopo il secondo restauro della chiesa, un dipinto della Madonna col Bambino fatto realizzato con la tecnica dell'olio su tela e attribuito al celebre artista locale Mario Carotenuto. Esso è datato inizio XXI secolo e rappresenta Maria e il Bambino Gesù fra le sue braccia. Questo dipinto, è stato poi incorniciato nuovamente e sono stati incastonati dei filamenti di metallo di colore giallo e brillanti per creare due corone reali poste sul capo della Madonna e di Gesù, insieme a 4 stelle e poste sul capo della Vergine ed una collana fatta con la stessa tecnica. Al disotto di tale quadro, è stato posto anche un rosario di colore rosso di grosse dimensioni, avente uno stemma metallico, raffigurante la croce di san Benedetto da Norcia.
È stata posta infine sempre nella chiesa e in tempi molto recenti una croce lignea di piccole dimensioni inserita in una supporto di pietra, rappresentante la crocifissine di Gesù, dal fedele Vincenzo Del Sorbo, cittadino e promotore privato della seconda ristrutturazione della chiesa.

### Pubblicazioni
- Enzo Giordano, Una vita a metà, illustrazioni di Francesco D'Amato, Angri (SA), ilibridellaleda editore, 2015, ISBN 978-88-97005-45-2.

### Fonti storiche
- Vincenzo Orlando e Mariarosaria Orlando, La Congregazione di S. Caterina dell'antica terra di Angri, Presentazione di Giovanni Iannettone, Lancusi (SA), Tipografia Gutemberg - Lancusi (SA), ottobre 1993.
- Don Bellino Di Lieto, Da San Benedetto alla Santissima Annunziata - Dieci secoli di Storia di una Parrocchia in Angri, Prefazione del professor Giovanni Vitolo, Napoli (NA), Arte Tipografica, giugno 2000.
- Vincenzo Orlando e Mariarosaria Orlando, Angri Sacra-Ricerche storiche sulle chiese, Prefazione di Angelo Villani, Angri (SA), Cooperativa Centro Iniziative Culturali, 2008, ISBN 88-901861-3-5.